# Museu de Dordrecht
El museu de Dordrecht és un museu d'art fundat el 1842 a Dordrecht, Països Baixos. Les col·leccions d'aquest museu són de les més antigues dels Països Baixos incloent més de quatre segles de pintura neerlandesa des dels mestres del l'edat d'Or neerlandesa fins a l'art modern.

## Col·leccions
Les col·leccions del museu de Dordrecht disposen de  pintures de pintors del segle d'or neerlandès com Aelbert Cuyp, Ferdinand Bol, Adam Willaerts, Arent de Gelder, Adriaen Coorte, Samuel van Hoogstraten o Nicolas Maes.
Altres noms en les pintures del museu de Dordrecht estan representats per, entre d'altres, els germans Abraham i Jacob van Strij, Barend Cornelis Koekkoek, Jan Toorop, Johan Barthold Jongkind, Jan Toorop, Jan de Baen, Aert Schouman, Paul Gabriël, Jan Sluyters, Jan Veth, JCJ Vanderheyden, Pyke Koch, Piet Ouborg, Robert Zandvliet i Jacob Marits.
El museu de Dordrecht posseeix una col·lecció de pintures del pintor natiu de Dordrecht, Ary Scheffer, que va fer carrera a París a l'època romàntica.
Entre 2007 i 2010 es va realitzar una renovació i ampliació del Museu per part de l'arquitecte Dirk Jan Postel de Kraaijvanger Urbis. El museu va reobrir les seves portes als visitants el 27 de novembre de 2010.

## Galeria

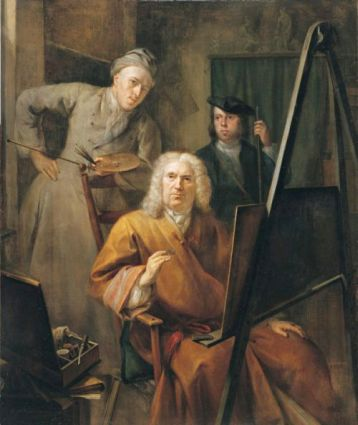
Retrat de Cornelis van Lill el seu net i l'artista (1735) d'Aert Schouman
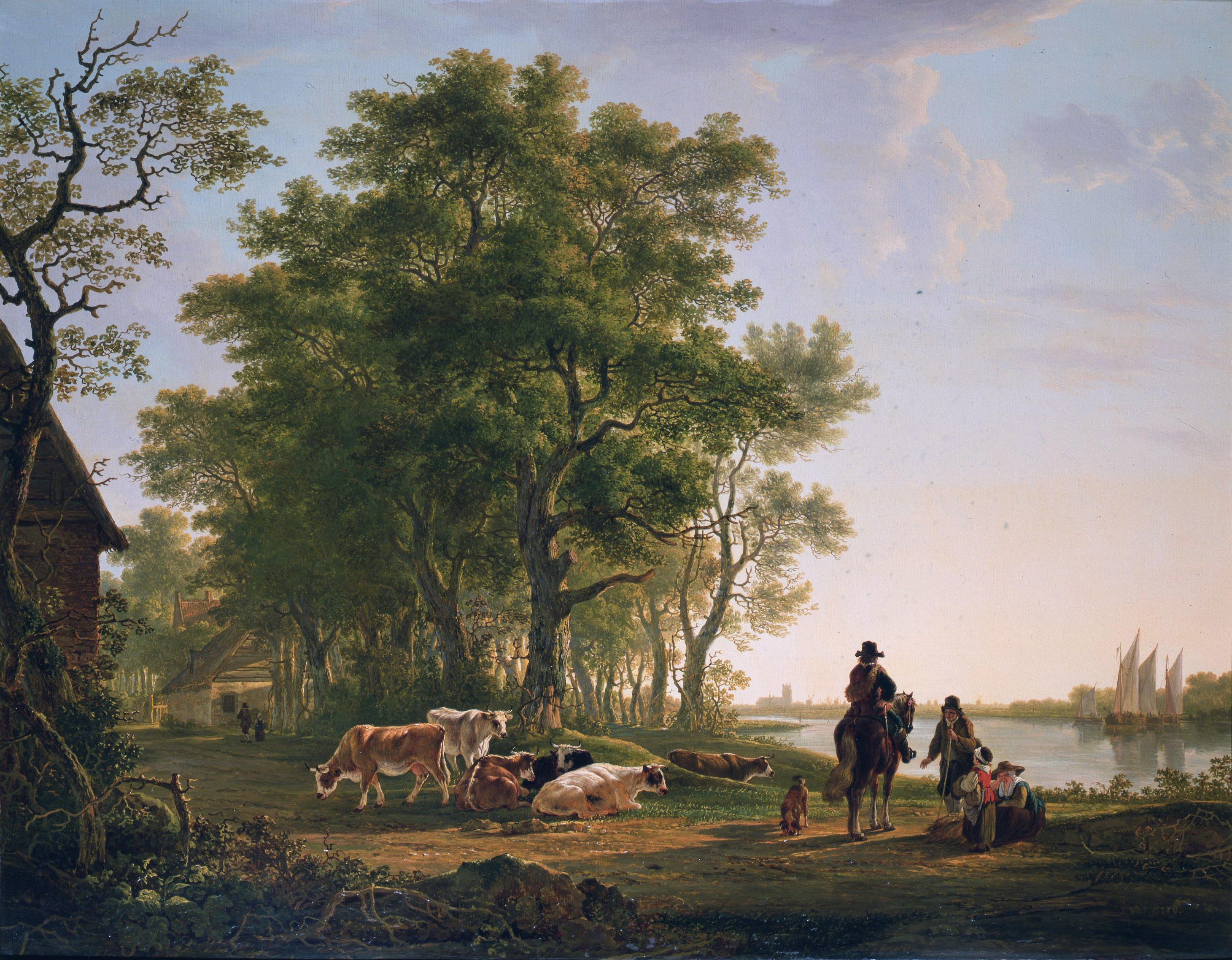
Escena d'arbres i bestiar a prop de Dordrecht (c. 1800) de Jacob van Strij
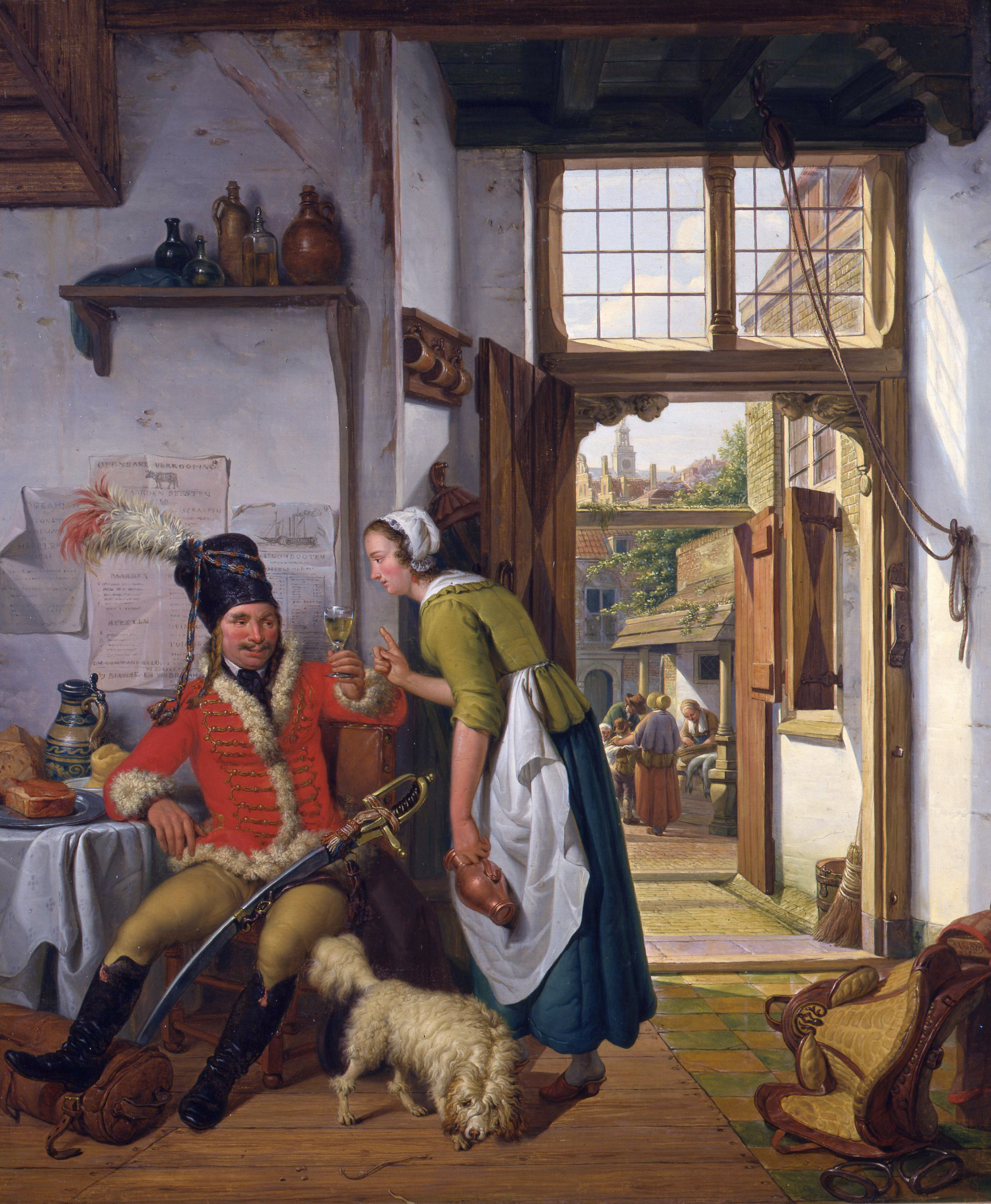
Interior d'una fonda (1825) d'Abraham van Strij
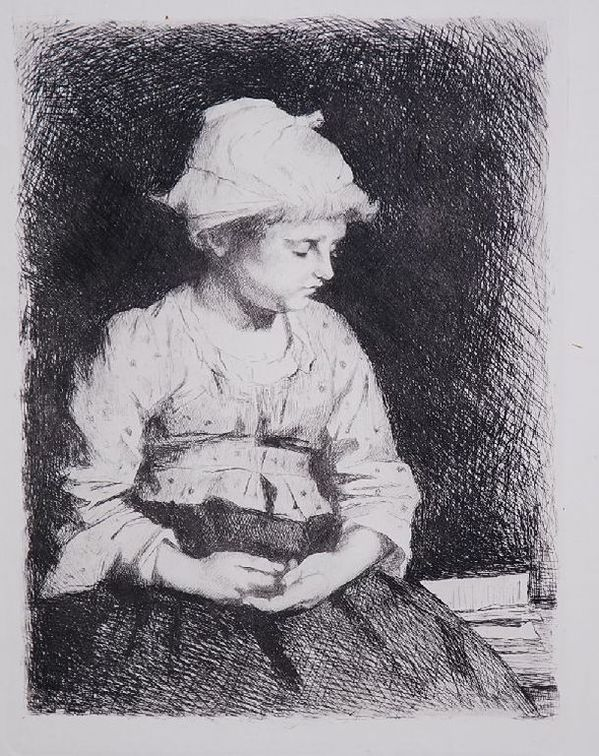
Schoolbijven (1886) de Thérèse Schwartze